# 12978 Івашов
12978 Івашов (12978 Ivashov) — астероїд головного поясу, відкритий 26 вересня 1978 року.
Тіссеранів параметр щодо Юпітера — 3,615.